# پان گینگ
پان گینگ(چینی:盤庚)زاده شده با نام زی شون(چینی:子子旬) شاهی بود از شاهان دودمان شانگ در چین.
سیما کیان، تاریخنگار و نویسنده هان، در کتاب شیجی، او را نوزدهمین پادشاه شانگ دانسته است که پس از برادرش یانگ جیا(چینی: 太庚) در سال بینگیان(چینی:: 丙寅) در تختگاه این(چینی:奄) به شاهی نشسست و کین شی(چینی:卿士) وزیر اعظم او بود. او بیست و هشت سال فرمان راند؛ پس از مرگ به وی عنوان پان گینگ گفته شد. پس از مرگ وی، برادرش، شیائو شین به پادشاهی رسید.
کتیبه نگاری بر استخوان و لاک لاک پشتان، جیا گو ون که در یینگسو کشف شده اند، او را هجدهمین شاه شانگ دانسته است.